# Elwira Wróblewska
Elwira Katarzyna Wróblewska – polska inżynier, doktor habilitowany nauk technicznych.

## Życiorys
W 1998 r. ukończyła studia technologii chemicznej w Politechnice Szczecińskiej, w 2002 r. obroniła pracę doktorską pt. Synteza, badania fizykochemiczne i aplikacyjne wybranych barwników solwatochromowych pochodnych kationu 7 H-indolo[1,2-a]chinoliniowego i jego prekursorów, której promotorem był dr hab. Jacek Soroka, w 2018 r. habilitowała się na podstawie pracy zatytułowanej Nowe obszary zastosowań wybranych barwników solwatochromowych.
Pracuje w Zachodniopomorskim Uniwersytecie Technologicznym w Szczecinie, oraz jest członkiem Polskiego Towarzystwa Chemicznego.
Należy do Rady Dyscypliny Naukowej - Nauk Chemicznych ZUT i Rady Dyscypliny Naukowej - Inżynierii Środowiska, Górnictwa i Energetyki  ZUT.